# 京都市道183号衣笠宇多野線

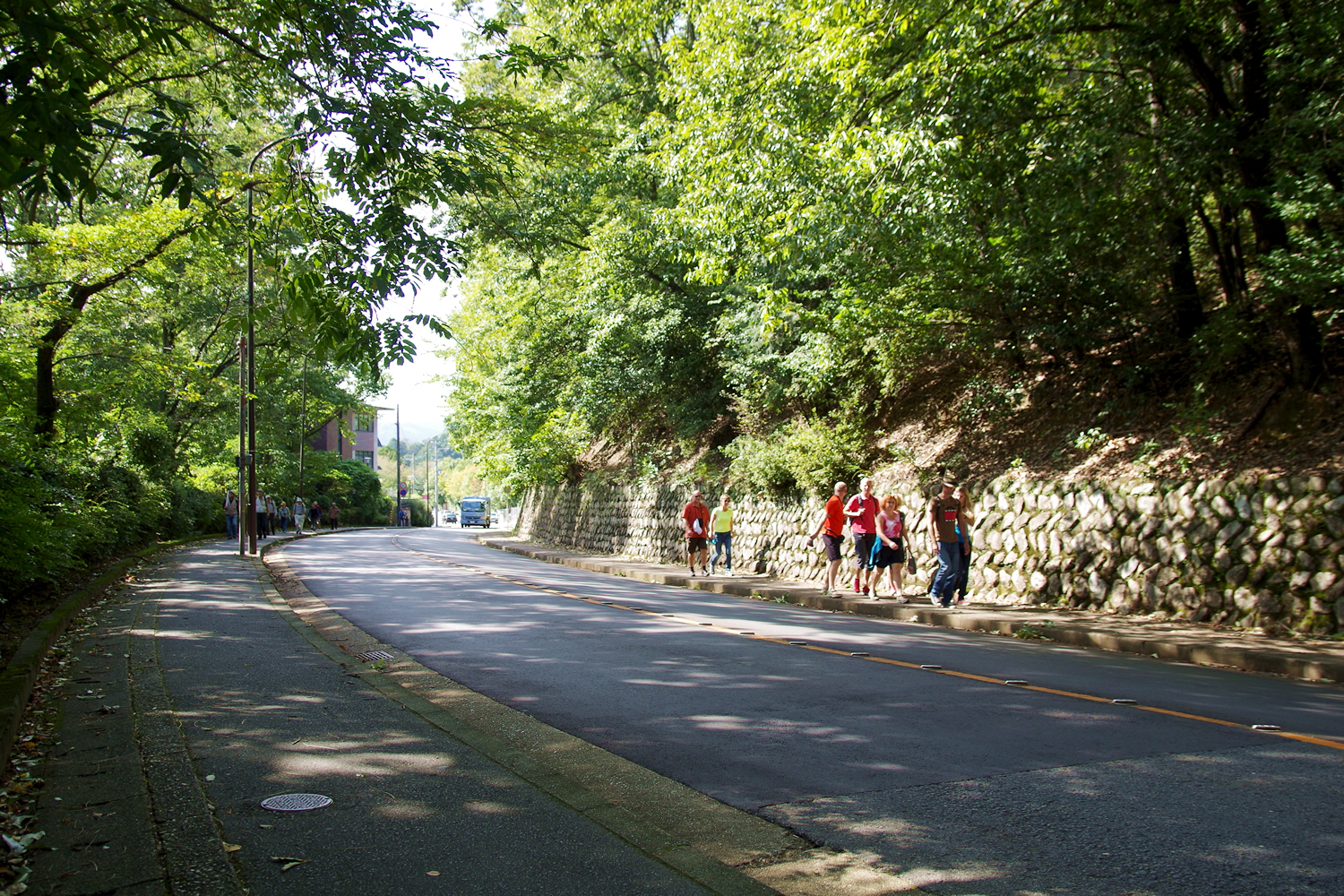
金閣寺から龍安寺の間

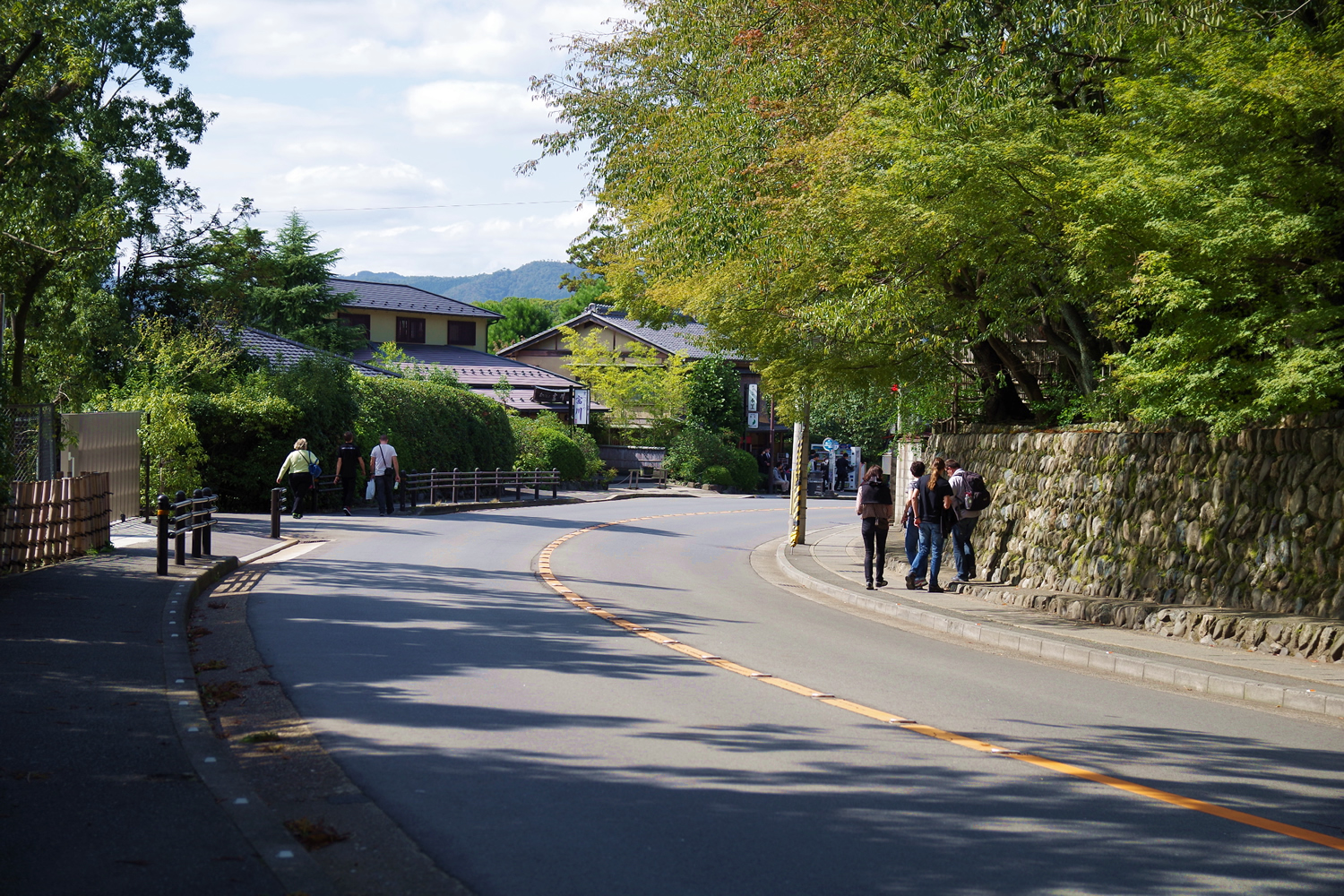
龍安寺近く

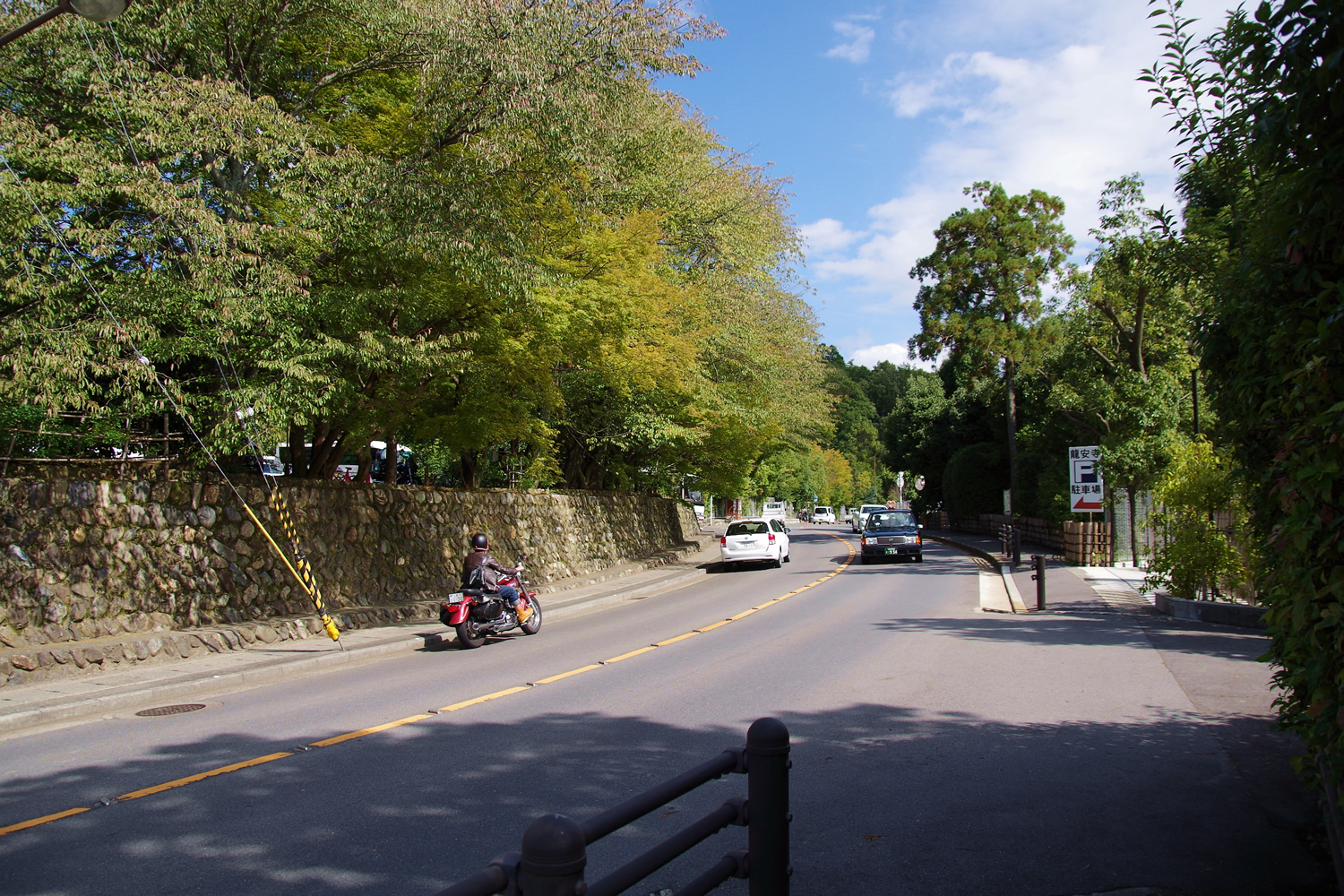
龍安寺前

京都市道183号衣笠宇多野線（きょうとしどう183ごう きぬがさうたのせん）は、金閣寺前交差点（京都府京都市北区）から福王子交差点（同市右京区）に至る、主要地方道である京都市道。沿線に金閣寺、龍安寺、仁和寺といった名刹を抱える観光道路であり、きぬかけの路（きぬかけのみち）の愛称がつけられている。

## 概要
別名は鞍馬口通、木辻通、一条通。現道は1963年（昭和38年）11月に開通し、以来「観光道路」と呼ばれていたが、1991年（平成3年）に地元の運動により愛称を公募した結果、第59代宇多天皇が真夏に雪見をしたく、絹を掛けたと伝えられる故事を持つ衣笠山（＝きぬかけの山）にちなんで「きぬかけの路」と命名された。
当初の通称「観光道路」から明らかなように、著名な寺院などの観光地を連絡しており、観光シーズンには観光バスや自家用車などで混雑する。
沿道には観光客向けの土産物店や飲食店が並ぶ。地域有志により「きぬかけの路推進協議会」が組織され、沿道を含めた地域の環境保全や活性化のための活動が行われている。
2014年（平成26年）にはこの道のゆるキャラ、平安貴族の妖怪をモチーフとしたきぬか怪(ケ)さんが誕生した。
毎年行われる京都マラソンのコースの一部になっている。

### 路線データ
京都市公報に基づく起終点および経過地は次のとおり。
- 起点 : 京都市上京区衣笠北道町[注釈 2][8]（金閣寺前交差点＝京都市道181号京都環状線交点）
- 終点 : 京都市右京区宇多野福王子町[8]（福王子交差点＝国道162号交点、京都府道29号宇多野嵐山山田線・京都市道184号宇多野吉祥院線起点、京都府道101号銀閣寺宇多野線終点）
- 重要な経過地 : 市道西大路鞍馬口から西へ、木辻通、馬代通、笹屋町通、仁和寺東門通及び二級国道京都小浜[注釈 3]の各一部を経過して市道宇多野太秦線交点との境界まで[8]

### 京都市道路現況表に基づく起終点・総延長
- 起点：京都市北区衣笠北天神森町17番地の1地先[1]（金閣寺前交差点）
- 終点：京都市右京区宇多野福王子町58番地地先[1]（福王子交差点）
- 総延長：2,935.7メートル[1]

## 歴史
本路線は、道路法（昭和27年法律第180号）第56条の規定に基づき、京都市道の鞍馬口通、木辻通、馬代通、笹屋町通、仁和寺東門通の各一部を主要な市道として1954年（昭和29年）に指定された。この経路の途中、すでに整備済みであった木辻通の西大路通から馬代通近傍までと一条通の間約1500メートルの区間を幅員11メートルで繋ぐ工事が1955年（昭和30年）6月に開始され、途中龍安寺および周辺の保存をめぐり一時工事が中断されたが、道路位置を当初計画から50メートル南に変更して再開され、1961年（昭和36年）11月に開通した。愛称である「きぬかけの路」は、沿線の有力寺院や自治会の関係者および有識者からなる「愛称公募委員会」が公募ののち、1249点の応募の中から選定された。
2008年（平成20年）に有馬賴底（臨済宗相国寺派管長）によって揮毫された石碑が建立された。

### 年表
- 1954年（昭和29年）1月20日
建設省（当時）が京都市道5路線の各一部を衣笠宇多野線として主要地方道に指定[9]。
- 1954年（昭和29年）3月11日
京都市が京都市道5路線の各一部を衣笠宇多野線として主要地方道に認定[8]。
- 1955年（昭和30年）6月 - 衣笠宇多野線の木辻通と一条通の間の区間の工事が始まる[2]。
- 1961年（昭和36年）11月15日 - 衣笠宇多野線（観光道路）が開通する[10]。
- 1970年（昭和45年）3月31日
終点側で重複していた国道162号の経路が変更され、旧道が新たに京都府一般府道1号銀閣寺宇多野線（当時）に変更されて同路線との重複区間となる[11]。
- 1990年（平成2年）11月
地域で店舗を営む有志により、沿線活性化のための組織である「衣笠古道会」が発足する[5]。後述の愛称選定の後、組織の名称を「きぬかけの路推進協議会」に改称した。
- 1991年（平成3年）8月
公募により、愛称として「きぬかけの路」が選定される[5]。
- 2008年（平成20年）
道路沿いの住吉山霊園入口に石碑が建立される[5]。

## 地理

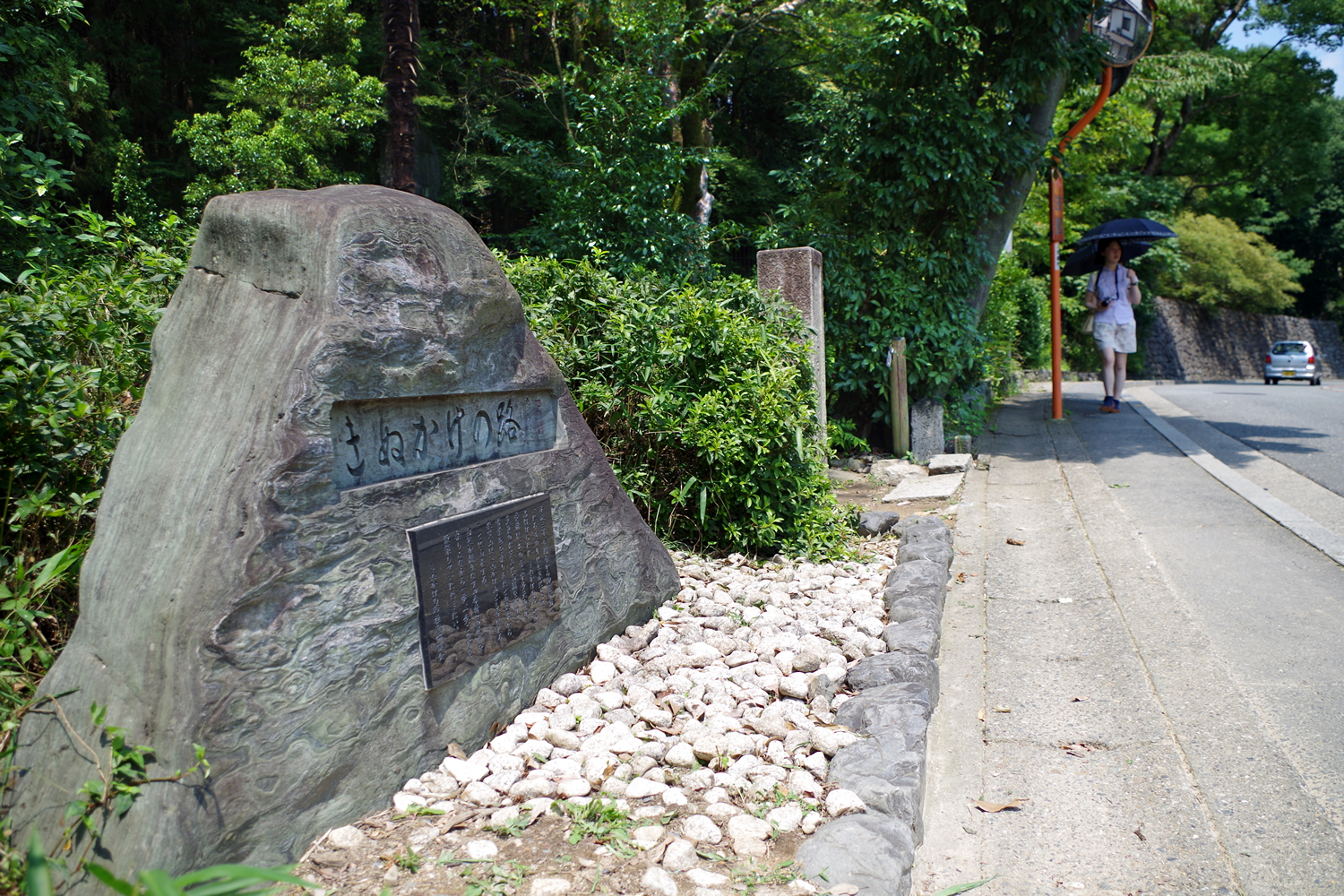
「きぬかけの路」の石碑

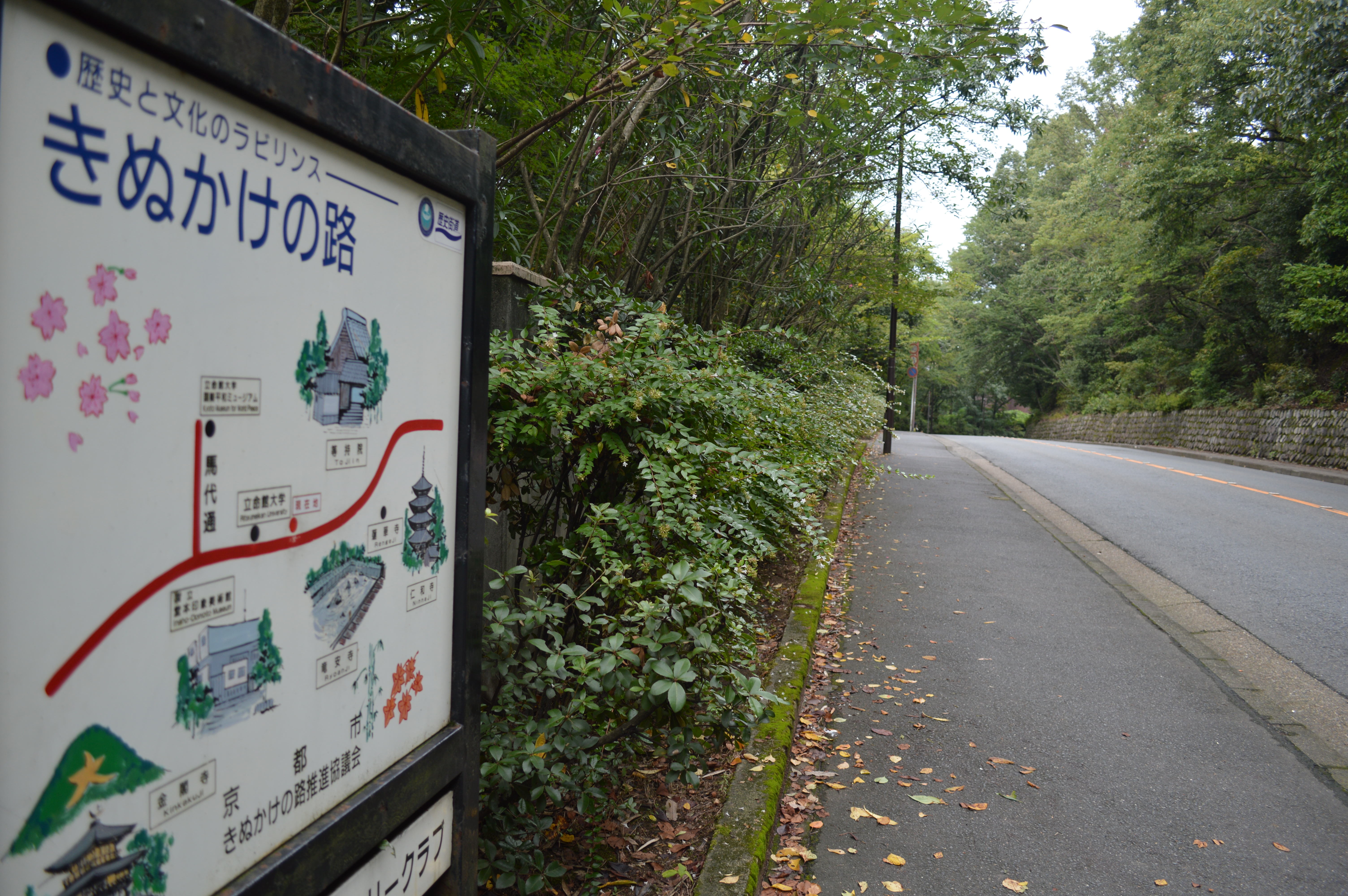
立命館大学北側付近の沿道にある「きぬかけの路」の案内看板

### 通過する自治体
- 京都府
京都市（北区 - 右京区）

### 交差する道路
- 鞍馬口通・京都市道181号京都環状線（西大路通）
- 鏡石通
- 馬代通
- 京都府道101号銀閣寺宇多野線（一条通）
- 京都府道130号花園停車場御室線
- 国道162号（周山街道）・京都府道29号宇多野嵐山山田線（一条通）

### 沿線
- 鹿苑寺（金閣） - 世界文化遺産「古都京都の文化財」のひとつ。
- 京都市立金閣小学校
- 京都市立衣笠中学校 ※沿線から少し離れている。
- 京都府立堂本印象美術館
- 立命館大学 衣笠キャンパス
- 龍安寺 - 世界文化遺産「古都京都の文化財」のひとつ。
- 等持院 ※沿線から少し離れている。
- 真如寺 ※沿線から少し離れている。
- 妙心寺 ※沿線から少し離れている。
- 仁和寺 - 世界文化遺産「古都京都の文化財」のひとつ。
- 福王子神社
- 京都宇多野郵便局